# Vico Mantegazza
Vico Mantegazza (Milano, 22 gennaio 1856 – Milano, 18 ottobre 1934) è stato uno scrittore, giornalista e imprenditore italiano.

## Biografa
Nato a Milano il 22 gennaio 1856, Vico Mantegazza era figlio di Carlo e di Giulia Della Croce.
Intrapresi gli studi giornalistici, nel 1879 iniziò a collaborare coi giornali Il Fanfulla e La Libertà, svolgendo dal 1886 il ruolo di inviato nei Balcani nell'ambito della guerra tra la regione della Rumelia orientale e la Bulgaria. Al termine di questa esperienza, che durò in tutto due mesi, rese una cronaca molto approfondita e pensò di raccogliere i suoi ricordi nel libro Due mesi in Bulgaria - ottobre, novembre 1886: note di un testimonio oculare pubblicato nel 1887.
Nel 1887, venne assunto dal L'Illustrazione italiana e dal Corriere della Sera per conto dei quali venne inviato in Africa orientale, a Dogali, ove rimase cinque mesi e dove sollevò per primo il problema del rapporto tra le truppe italiane e quelle indigene, queste ultime vessate dall'atteggiamento duro e razzista delle truppe coloniali. Il suo viaggio e la sua esperienza ebbero una notevole rilevanza in tutta Italia per quanto ebbero un costo elevatissimo (18.000 lire, il 15% del bilancio del Corriere della Sera). Tornato in Italia nel 1888, pubblicò Da Massaua a Saati: narrazione della spedizione italiana del 1888 in Abissinia e divenne caporedattore del Corriere della sera, assumendo in seguito la direzione del quotidiano L'Italia e poi de La Nazione.
Nel 1896, a Firenze, pubblicò Gli Italiani in Africa, L'assedio di Macallé e La guerra in Africa, occupandosi quindi ancora dell'esperienza coloniale italiana in Africa e dedicando ampio spazio anche alle lunghe battaglie parlamentari sulla politica coloniale del regno d'Italia, criticando sia le scelte del governo sia quelle dell'opposizione. Mantegazza si scagliò inoltre contro la decisione di non riarmare l'esercito coloniale dopo la sconfitta di Adua.
Sempre nel 1896, Vico Mantegazza colse l'occasione del matrimonio dell'erede al trono italiano, il futuro Vittorio Emanuele III, con la principessa Elena del Montenegro per compiere un tour di visita nel piccolo regno del Montenegro, pubblicando poi le proprie memorie nel volume Al Montenegro. Un Paese senza Parlamento. Note ed impressioni (agosto-settembre 1896) pubblicato a Firenze. In questo volume ancora una volta il Mantegazza espresse dei propri pareri sulla politica internazionale dell'Italia, asserendo che nella questione balcanica l'Italia avrebbe dovuto accordarsi con la Russia anziché con l'Impero austro-ungarico, ma le sue idee vennero perlopiù ignorate.
Nel 1900 divenne commissario italiano all'Esposizione di Parigi, venendo chiamato nel contempo da Sidney Sonnino alla direzione del giornale L'Italie. Journal politique quotidien, mantenendo il giornale su posizioni conservatrici e in linea col governo, cedendone poi la direzione a Daniele Oliva. Collaborò inoltre col quotidiano La Patria sino al 1906.
Tornato in Italia, si interessò nuovamente alle problematiche dei Balcani e nello specifico della Macedonia e della Bulgaria nell'ambito della Rivolta Ilinden-Preobrazeni, svolgendo nuovamente l'incarico di inviato tra marzo ed aprile del 1903. Successivamente, tornato in Italia, pubblicò il volume Macedonia. Il governo bulgaro gli affidò la sua rappresentanza all'Esposizione universale di Milano del 1906, anno in cui diede alle stampe il primo volume dell'annuario Questioni di politica estera. In quello stesso anno pubblicò il saggio Il Marocco e l'Europa sul tema della conferenza di Algeciras, e L'altra sponda: Italia ed Austria nell'Adriatico dove ancora una volta espose le proprie idee contrarie alla politica di alleanza con Vienna.
Nel maggio 1908, fece ritorno in Macedonia a seguito dell'annuncio del governo austriaco della costruzione di una nuova linea ferroviaria nei Balcani. Nel 1908 pubblicò La Turchia liberale e le questioni balcaniche, volume nel quale espresse le sue preoccupazioni per i crescenti contrasti tra i popoli dell'area balcanica e l'errore commesso dalle potenze internazionali nel voler risolvere le questioni interne all'Impero ottomano o col principio di nazionalità o con la creazione di nuovi stati indipendenti ma de facto influenzati dalle potenze europee dell'una o dell'altra fazione. Nel medesimo volume, parlò anche della questione dell'annessione della Bosnia-Erzegovina all'Austria-Ungheria, il cui atteggiamento italiano favorevole alle azioni della corte di Vienna si era attirata l'antipatia degli stati balcanici. Si schierò a favore del movimento dei Giovani Turchi nella speranza che portasse un vento di riforma in Turchia.
Il Mantegazza fu inoltre tra i finanziatori della Compagnia di Antivari con l'intento di svolgere una serie di operazioni economiche in Montenegro, compartecipando con Giuseppe Volpi, Erasmo Piaggio ed altri imprenditori italiani nell'impresa. Venne eletto segretario della compagnia con l'incarico particolare di mantenere i rapporti con le autorità politiche, in particolare con quelle di Bucarest e Belgrado, ma colse l'occasione anche di portarsi in Montenegro. Tra il 1905 ed il 1909 compartecipò alla realizzazione della linea ferroviaria tra Antivari e Vir Pazar (43 km di percorso), nonostante le enormi difficoltà dettate dall'ambiente. Nel 1910, pubblicò l'opera Il porto di Antivari, la ferrovia Antivari-Vir, il lago di Scutari e nel 1916 diede alle stampe Il porto di Antivari: iniziative italiane al Montenegro. 
Nel 1910 si portò negli Stati Uniti ove ebbe l'occasione per incontrare il presidente Theodore Roosevelt e pubblicò l'opera Agli Stati Uniti: il pericolo americano, opera nella quale espresse la propria soddisfazione per lo sviluppo conseguito dagli stati americani ma nel contempo anche la preoccupazione per le sempre più frequenti ingerenze del governo statunitense negli affari europei e, in campo internazionale, nelle iniziative egemoniche dell'Inghilterra, della Germania e del Giappone. Si oppose anche all'ingresso dell'America Latina nell'orbita degli Stati Uniti. Rivide il proprio giudizio nel 1919, dopo la prima guerra mondiale, con la pubblicazione di Gli Stati Uniti alla difesa dell'Europa.
Tornato ad occuparsi di Africa, nel 1910 diede alle stampe Menelik: l'Italia e l'Etiopia, anticipando di un anno il rinnovato interesse per il continente africano che per l'Italia sfocerà nella guerra di Libia. Nel 1912 pubblicò Tripoli e i diritti della civiltà. In quello stesso anno sostenne la politica italiana nel Dodecaneso volta a impedire che le popolazioni greche dell'area tornassero sotto il dominio ottomano. Nel 1914 pubblicò Il Mediterraneo e il suo equilibrio, con prefazione del ministro Giovanni Bettolo, motivo che gli attirò alcune critiche da parte di alcuni contemporanei (ma anche dello storico moderno Clifford Edmund Bosworth) di essere un propagandista "semiufficiale" del governo italiano. Nel contempo collaborò con il Giornale d'Italia, Nuova Antologia, Il Monitore del commercio, Rassegna contemporanea, Rivista coloniale, La Patria, L'Idea nazionale, La Vita italiana all'estero e L'Italia all'estero.
Nel 1913 pubblicò il volume La grande Bulgaria tornando quindi sugli argomenti balcanici, premendo in particolare sulle vittorie conseguite nella prima guerra balcanica dall'alleanza tra Bulgaria, Grecia, Montenegro e Serbia ai danni dell'Impero ottomano, stato quest'ultimo che perse gran parte dei propri territori europei a vantaggio di altri stati dell'area; lo stesso Mantegazza si espresse favorevolmente all'opposizione agli ottomani. Per conto della Banca Commerciale Italiana, nel 1913 si fece ambasciatore presso il governo bulgaro delle lamentele della società italiana Breda la quale, dopo aver siglato un contratto per un'importante commissione in Bulgaria, si era vista sorpassare dall'offerta di una ditta tedesca. Nell'aprile del 1913, si portò a Bucarest ove ottenne udienza con re Carol I di Romania il quale si dimostrò interessato a riprendere i progetti per la costruzione di una linea ferroviaria tra l'Adriatico ed il Danubio, avviando così anche una serie di cooperazioni tra i governi italiano e bulgaro.
Nel frattempo il Mantegazza iniziò ad occuparsi delle questioni balcaniche e più precisamente dell'Albania con la pubblicazione del volume L'Albania nel 1912, poco prima della proclamazione dell'indipendenza dello stato ad opera di Ismail Qemali dopo la prima guerra balcanica. L'opera gli attirò le simpatie del governo italiano che, sin dal 1914, pose una propria tutela sul principe Guglielmo di Wied, primo sovrano dello stato albanese indipendente.
Il Corriere della sera pubblicò la notizia dell'attentato di Sarajevo il 14 luglio 1914 a firma dal Mantegazza. Ispirato da questo fatto e da quello che ne seguì nella prima guerra mondiale nel 1919 pubblicò l'opera monumentale Storia della guerra mondiale che gli valse il plauso di Luigi Cadorna, Luigi Luzzatti, Paolo Boselli, Ferdinando Martini, Giovanni Bettolo e del ministro e ammiraglio Leone Viale.
Nel 1922 pubblicò l'opera Eraclea: italiani in Oriente nella quale sostenne la necessità di cambiare rotta sul colonialismo, sostituendo il tradizionale modo di conquista coloniale con una vera e propria penetrazione culturale e soprattutto economica come nel caso della concessione delle miniere di Eraclea, ottenuta da Giuseppe Volpi, per far fronte in particolare ad alcune mancanze rilevate sul territorio italiano come ad esempio la scarsità di carbone a fronte dell'alta richiesta. Nel 1924 pubblicò Sulle vie dell'Oriente col quale ancora una volta ribadiva l'importanza per l'Italia di rivolgersi all'Oriente ed ai Balcani sui quali "l'Italia ha un certo diritto di prelazione" (p.138).
Ancora una volta il Mantegazza si interessò all'ambito economico e al progetto di costruzione alla ferrovia direttissima Roma-Bari. Per l'occasione pubblicò Attraverso il Molise, spiegando come la regione risultasse funzionale allo sviluppo dell'intero meridione d'Italia per migliorare i rapporti tra le diverse regioni italiane e alla compenetrazione delle merci provenienti dal nord anche al mercato del sud e viceversa, evitando così che altri stati esteri potessero approfittare di queste mancanze in campo commerciale. Il Mantegazza, inoltre, ribadì la necessità di migliorare i collegamenti interni per fini militari, soffermandosi quindi anche sull'importanza delle fortificazioni costiere.
Dopo la Grande Guerra, Vico Mantegazza collaborò con la rivista Echi e commenti. Rassegna universale della stampa che venne pubblicata a partire dal 1920 e divenne socio dell'Associazione della stampa periodica italiana. Con l'ascesa del regime fascista, la figura del Mantegazza entrò in crisi sia perché le sue idee erano ormai viste come antiquate, sia perché non fu mai completamente asservito al regime.
Morì a Milano il 28 ottobre 1934.

## Opere
- Due mesi in Bulgaria - ottobre, novembre 1886: note di un testimonio oculare, Milano, 1887
- Da Massaua a Saati: narrazione della spedizione italiana del 1888 in Abissinia, Milano, 1888
- Gli Italiani in Africa, Firenze, 1896
- L'assedio di Macallé, Firenze, 1896
- La guerra in Africa, Firenze, 1896
- Al Montenegro. Un Paese senza Parlamento. Note ed impressioni (agosto-settembre 1896), Roma, 1896
- L'Esposizione di Parigi nel 1900, Roma 1899
- Macedonia, Milano 1903
- Il Marocco e l'Europa sul tema della conferenza di Algeciras, Milano 1906
- L'altra sponda: Italia ed Austria nell'Adriatico, Milano 1906
- La Bulgaria contemporanea: il risveglio di una nazionalità, Milano 1906
- Il Benadir, Milano, 1908
- Il porto di Antivari, la ferrovia Antivari-Vir, il lago di Scutari, Milano, 1910
- Agli Stati Uniti: il pericolo americano, 1910
- Ordinamento delle rappresentanze diplomatiche e consolari per il migliore esercizio delle loro funzioni di tutela, Roma 1911
- Note e ricordi, Milano 1911
- L'Albania, Roma, 1912
- Apologie inopportune, Roma 1912
- La guerra balcanica, Roma 1912
- L'Egeo: conferenza di Vico Mantegazza, Milano 1912
- La grande Bulgaria, Milano, 1913
- La guerra balcanica, Milano 1914
- Il Mediterraneo e il suo equilibrio, Milano, 1914
- Il porto di Antivari: iniziative italiane al Montenegro, Milano, 1916
- Gli Stati Uniti alla difesa dell'Europa, Roma, 1919
- Il governo e l'amministrazione dei piccoli comuni, Roma 1919
- Storia della guerra mondiale, Milano, 1919
- L'Italia poco conosciuta: l'isola d'Elba, Milano 1920
- Eraclea: italiani in Oriente, Milano, 1922
- Sulle vie dell'Oriente, Milano, 1924
- Attraverso il Molise, Milano, 1924